# Episodi di The Bear (terza stagione)
La terza stagione della serie televisiva The Bear, composta da dieci episodi, è stata pubblicata interamente sulla piattaforma di streaming Hulu negli Stati Uniti il 26 giugno 2024.
In Italia, la stagione è stata pubblicata interamente sulla piattaforma Disney+ il 14 agosto 2024.

Logo della serie televisiva

| n. | Titolo originale | Titolo italiano     | Pubblicazione USA | Pubblicazione Italia |
| -- | ---------------- | ------------------- | ----------------- | -------------------- |
| 1  | Tomorrow         | Domani              | 26 giugno 2024    | 14 agosto 2024       |
| 2  | Next             | Il prossimo         | 26 giugno 2024    | 14 agosto 2024       |
| 3  | Doors            | Porte               | 26 giugno 2024    | 14 agosto 2024       |
| 4  | Violet           | Violetta            | 26 giugno 2024    | 14 agosto 2024       |
| 5  | Children         | Bambini             | 26 giugno 2024    | 14 agosto 2024       |
| 6  | Napkins          | Tovaglioli          | 26 giugno 2024    | 14 agosto 2024       |
| 7  | Legacy           | Eredità             | 26 giugno 2024    | 14 agosto 2024       |
| 8  | Ice Chips        | Cubetti di ghiaccio | 26 giugno 2024    | 14 agosto 2024       |
| 9  | Apologies        | Scuse               | 26 giugno 2024    | 14 agosto 2024       |
| 10 | Forever          | Per sempre          | 26 giugno 2024    | 14 agosto 2024       |

## Domani
- Titolo originale: Tomorrow
- Diretto da: Christopher Storer
- Scritto da: Christopher Storer e Matty Matheson (storia), Christopher Storer (sceneggiatura)

### Trama
Dopo essere stato liberato dalla cella frigorifera, Carmy si scusa con Sydney per avere abbandonato il team e promette di non commettere lo stesso errore una seconda volta. Lascia inoltre a Richie un messaggio di scuse per la sua sfuriata. Marcus scopre che sua madre è morta e Sydney lo chiama per porgergli le sue condoglianze. Alcuni flashback mostrano il lasso di tempo in cui Carmy ha lavorato per chef rinomati in vari ristoranti: per Chef Terry all'Ever insieme a Luca, per René Redzepi al Noma, per Daniel Boulud al Daniel e per David Fields all'Empire di New York, dove Sydney è stata sua cliente. In questo periodo Carmy deve anche affrontare la morte di Mikey e il conseguente funerale, che Carmy - si scopre - ha osservato dalla macchina ma a cui non è riuscito a partecipare. Nel presente Carmy arriva presto al The Bear e, avvalendosi della sua passata esperienza, sviluppa un nuovo menu e una lista di punti "non negoziabili" che il ristorante dovrà seguire.
- Guest star: Oliver Platt (Cicero), Matty Matheson (Neil Fak), Ricky Staffieri (Theodore Fak), David Zayas (David), Edwin Lee Gibson (Ebra), Jon Bernthal (Michael Berzatto), Gillian Jacobs (Tiffany), John Mulaney (Stevie), Molly Gordon (Claire),  Mitra Jouhari (Kelly), Adam Shapiro (Adam Shapiro), Olivia Colman (Chef Terry), Will Poulter (Chef Luca), Joel McHale (Chef David), René Redzepi (se stesso), Daniel Boulud (se stesso).

## Il prossimo
- Titolo originale: Next
- Diretto da: Christopher Storer
- Scritto da: Christopher Storer e Courtney Storer (storia), Christopher Storer (sceneggiatura)

### Trama
La lista di punti "non negoziabili" di Carmy si rivela controversa per il resto dello staff, in particolare per quanto riguarda la sua decisione di cambiare il menu ogni giorno. Carmy dice a Sydney di averle mandato un contratto di partnership per formalizzare la sua quota nel ristorante. L'aria tra Richie e Carmy resta tesa nonostante le scuse di quest'ultimo. Su provocazione di Richie, Carmy rivela agli altri quello che ha detto a Claire. Il gruppo smette immediatamente di discutere quando Marcus arriva all'improvviso; il ragazzo insiste nel volersi concentrare sul lavoro per distrarsi dalla morte della madre. Carmy in privato gli offre il suo supporto, ma Marcus dice di essere grato di essere stato in cucina quando sua madre è morta, in quanto ritiene che è quello che lei avrebbe voluto. Sprona quindi Carmy a portare il The Bear al successo.
- Guest star: Oliver Platt (Cicero), Matty Matheson (Neil Fak), Ricky Staffieri (Theodore Fak), Edwin Lee Gibson (Ebra), Corey Hendrix (Gary Woods), Robert Townsend (Emmanuel Adamu).

## Porte
- Titolo originale: Doors
- Diretto da: Duccio Fabbri
- Scritto da: Christopher Storer e Will Guidara (storia), Christopher Storer (sceneggiatura)

### Trama
A seguito del funerale della madre di Marcus, la brigata affronta un caotico primo mese di servizio al The Bear. I cambi quotidiani al menu, implementati da Carmy, comportano un rapido aumento delle spese del ristorante, cosa che fa infuriare Natalie e Cicero. Richie cerca di stendere la sua lista di punti "non negoziabili", indispettendo Carmy. Carmy stesso fa fatica a mantenere la calma nel clima stressante della cucina, mentre Sydney si trova spesso a dover gestire il temperamento di lui. La tensione tra Richie e Carmy continua ad aumentare finché i due arrivano alle mani e, nel processo, fanno cadere dal bancone i fogli delle comande sotto gli occhi di Sydney, che si rende conto di quanto sia disfunzionale la cucina.
- Guest star: Oliver Platt (Cicero), Matty Matheson (Neil Fak), Ricky Staffieri (Theodore Fak), Edwin Lee Gibson (Ebra), Corey Hendrix (Gary Woods), Jose M. Cervantes (Angel), Richard Esteras (Manny), Carmen Christopher (Chester).

## Violetta
- Titolo originale: Violet
- Diretto da: Christopher Storer
- Scritto da: Christopher Storer

### Trama
Sydney affitta un nuovo appartamento nonostante le preoccupazioni di suo padre: il posto è più lontano dal ristorante e continuare a vivere con lui sarebbe meno costoso. Sydney, in seguito, viene avvicinata per strada da Adam Shapiro, capocuoco dell'Ever, che le rivela di aver fatto discretamente visita al The Bear e di aver osservato il caos in cucina; elogia però il menu e le abilità di Sydney. Richie ha un'imbarazzata conversazione con il fidanzato di Tiffany, Frank, avvenimento che lo porta a domandarsi se la sua presenza nella vita della figlia stia diventando disorientante per lei, ma Natalie lo incoraggia a continuare a starle vicino. Natalie riceve notizia che il Chicago Tribune ha intenzione di scrivere una recensione sul The Bear; questo fa capire allo staff che il loro critico gastronomico è già stato al ristorante.
- Guest star: Matty Matheson (Neil Fak), Ricky Staffieri (Theodore Fak), Edwin Lee Gibson (Ebra), Robert Townsend (Emmanuel Adamu), Gillian Jacobs (Tiffany), Chris Witaske (Pete), Molly Gordon (Claire), Josh Hartnett (Frank), Adam Shapiro (Adam Shapiro), Annabelle Toomey (Eva).

## Bambini
- Titolo originale: Children
- Diretto da: Christopher Storer
- Scritto da: Christopher Storer

### Trama
Sydney aiuta Marcus a vendere casa di sua madre e a imballare le sue cose e i due si riavvicinano. In seguito, mentre la brigata prepara il ristorante per essere fotografato per la recensione, Cicero coinvolge l'amico di famiglia Nicholas Marshall, detto "Il Computer", per aiutare il ristorante a tagliare i costi e a ridurre le inefficienze. Uno dei suoi consigli è quello di licenziare Marcus o ridurre la sua paga, ma Natalie si oppone fermamente. La brigata cerca inoltre di preparare un piatto a base di anatra menzionato nell'articolo, ma a causa dei cambi di menu giornalieri non hanno gli ingredienti a portata di mano. La Chef Terry chiude inaspettatamente il proprio ristorante, facendo dubitare Carmy anche del futuro del The Bear.
- Guest star: Oliver Platt (Cicero), Matty Matheson (Neil Fak), Ricky Staffieri (Theodore Fak), Edwin Lee Gibson (Ebra), Corey Hendrix (Gary Woods), Jose M. Cervantes (Angel), Richard Esteras (Manny), Brian Koppelman (Nicholas "Il Computer" Marshall), John Cena (Sammy Fak), Sarah Ramos (Jessica).

## Tovaglioli
- Titolo originale: Napkins
- Diretto da: Ayo Edebiri
- Scritto da: Catherine Schetina

### Trama
Alcuni anni prima degli eventi della serie, Tina viene licenziata dal suo lavoro d'ufficio di lunga data durante un periodo di difficoltà economica per la sua famiglia. Mentre prosegue con la sua routine giornaliera crescendo il figlio Louie insieme al marito David, la donna fa visita a varie imprese di Chicago cercando lavoro, ma viene rifiutata ovunque. Perdendo la speranza, si ferma per un caffè all'Original Beef, dove Richie le dà un panino offerto dalla casa. Mikey la vede piangere in sala e le offre una spalla amica; i due si commiserano assieme per quanto il mondo li abbia trattati male, notando però una rinnovata speranza nella generazione più giovane: Tina ammette con riluttanza la propria ammirazione e gelosia per alcuni giovani lavoratori che ha visto durante la sua ricerca, mentre Mikey parla del suo orgoglio per Carmy. Mikey le offre infine un lavoro come cuoca di linea.
- Guest star: Matty Matheson (Neil Fak), Edwin Lee Gibson (Ebra), Jon Bernthal (Michael Berzatto), David Zayas (David).

## Eredità
- Titolo originale: Legacy
- Diretto da: Joanna Calo
- Scritto da: Christopher Storer

### Trama
Carmy partecipa a un incontro di Alcolisti Anonimi in cui uno dei partecipanti esprime i propri dubbi sul valore dell'aver ricevuto delle scuse, in quanto deve comunque affrontare le conseguenze delle azioni precedentemente compiute dalla persona che si è scusata, mentre un'altra partecipante sostiene che lasciare delle scuse non dette sia peggio. Adam Shapiro rivela a Sydney di voler aprire un suo ristorante e le offre un lavoro come sua capocuoca, complicando ulteriormente l'esitazione di lei nel firmare il contratto con Carmy. Carmy condivide con Marcus i suoi pensieri su come gli chef definiscono le loro eredità in base ai diversi ristoranti in cui lavorano. Il The Bear riassume alcuni membri del vecchio staff di Mikey per aiutare con i panini d'asporto Ebra, che ritrova così la passione per il suo lavoro. Sydney inizia a provare risentimento nei confronti di Carmy per sminuire la sua autorità in cucina. Natalie si reca a un Restaurant Depot per comprare alcuni rifornimenti, ma va in travaglio nel parcheggio.
- Guest star: Matty Matheson (Neil Fak), Ricky Staffieri (Theodore Fak), Edwin Lee Gibson (Ebra), Corey Hendrix (Gary Woods), Jose M. Cervantes (Angel), Richard Esteras (Manny), Molly Gordon (Claire), Adam Shapiro (Adam Shapiro).

## Cubetti di ghiaccio
- Titolo originale: Ice Chips
- Diretto da: Christopher Storer
- Scritto da: Joanna Calo

### Trama
Non riuscendo a contattare Pete, che sta tornando da un viaggio di lavoro, o nessun altro al ristorante, a causa dell'inizio del servizio, Natalie, seppur riluttante, chiama la madre e le chiede di raggiungerla all'ospedale. Nonostante il loro incontro inizi in modo burrascoso, Donna riesce effettivamente a calmare Natalie durante le contrazioni. Mentre aspettano l'arrivo di Pete, Donna le tira su il morale raccontandole le storie della nascita di Mikey, Carmy e lei. Natalie confessa di non averle detto inizialmente della sua gravidanza perché aveva paura di estendere la disfunzionalità della famiglia anche alla sua bambina; Donna dice di essere molto pentita del suo comportamento e promette che sta cercando di essere migliore. Quando Pete arriva, Donna, prosciugata emotivamente ma felice, esce silenziosamente dalla stanza d'ospedale per aspettare alla reception, dove viene consolata dai fratelli Fak.
- Guest star: Matty Matheson (Neil Fak), Ricky Staffieri (Theodore Fak), Chris Witaske (Pete), Jamie Lee Curtis (Donna Berzatto), Keith Kupferer (Dr. Levin).

## Scuse
- Titolo originale: Apologies
- Diretto da: Christopher Storer
- Scritto da: Alex Russell

### Trama
I fratelli Fak esortano Carmy a scusarsi con Claire, cosa che lui prende in considerazione, ma che continua a rimandare. Carmy invita Sydney alla cena di addio dell'Ever. Lo staff aspetta ansiosamente la recensione del Tribune e Cicero avvisa Carmy che, con le finanze in gravi ristrettezze, probabilmente si tirerà fuori se la recensione sarà negativa. Richie valuta se partecipare al matrimonio di Tiffany e Frank, con Tiffany che lo sollecita a farlo. Con il ristorante chiuso per il giorno in modo che Carmy, Sydney e Richie possano presenziare alla cena all'Ever, Marcus e Tina si aiutano a vicenda nella sperimentazioni di alcuni piatti. Sydney porta del cibo a Pete e Natalie, e scopre, grazie al feedback di Pete sul suo contratto, che Carmy le sta offrendo meno soldi e minori benefici come partner rispetto a quelli che avrebbe se accettasse di lavorare per Adam. I fratelli Fak fanno visita a Claire mentre lavora in ospedale e la implorano di contattare Carmy, dicendole che l'uomo è molto dispiaciuto ma è troppo nervoso per parlarle.
- Guest star: Oliver Platt (Cicero), Matty Matheson (Neil Fak), Ricky Staffieri (Theodore Fak), Corey Hendrix (Gary Woods), Gillian Jacobs (Tiffany), Chris Witaske (Pete), Molly Gordon (Claire), Annabelle Toomey (Eva).

## Per sempre
- Titolo originale: Forever
- Diretto da: Christopher Storer
- Scritto da: Christopher Storer

### Trama
Carmy, Sydney e Richie partecipano alla cena d'addio dell'Ever. Richie passa del tempo con Garrett e Jessica che gestiscono il servizio, mentre Carmy riallaccia i rapporti con Luca, che ha intenzione di fermarsi a Chicago per qualche mese per far visita alla sorella. Sydney fa conversazione con Luca e vari chef rinomati, scambiandosi storie sulle loro esperienze passate in cucina, e rimane colpita dalla loro avversione per contesti disfunzionali in cucina. Carmy affronta David e lo accusa di avergli rovinato la sua autostima; lo chef controbatte sarcasticamente che Carmy dovrebbe essergli grato dato che i suoi abusi lo hanno reso un cuoco migliore. Adam ricorda a Sydney della sua offerta, alla quale lei sostiene di essere ancora interessata. La Chef Terry spiega a Carmy la sua scelta di chiudere il ristorante, rivelando che era stanca dello stress costante e che voleva finire la sua carriera alle sue condizioni. Dopo il servizio Sydney ospita un afterparty nel suo appartamento, a cui partecipano Luca, Chef Terry, membri dello staff del The Bear e dell'Ever. Notando la vecchia recensione a quattro stelle dell'Original Beef e pensando a quanto lo staff sia cambiato da allora, Sydney corre fuori dall'appartamento e ha un attacco di panico. Carmy controlla il suo cellulare e scopre numerose chiamate perse di Cicero e Computer, insieme alla recensione del Tribune.
- Guest star: Matty Matheson (Neil Fak), Ricky Staffieri (Theodore Fak), Corey Hendrix (Gary Woods), Molly Gordon (Claire), Adam Shapiro (Adam Shapiro), Sarah Ramos (Jessica), Andrew Lopez (Garrett), Rene Gube (Manager dell'Ever), Olivia Colman (Chef Terry), Will Poulter (Chef Luca), Joel McHale (Chef David), Thomas Keller (se stesso), Grant Achatz (se stesso), Will Guidara (se stesso), Christina Tosi (se stessa), Wylie Dufresne (se stesso), Kevin Boehm (se stesso), Anna Posey (se stessa), Rosio Sanchez (se stesso), Genie Kwon (se stessa), Malcolm Livingston II (se stesso).